# Bryan Lee O’Malley

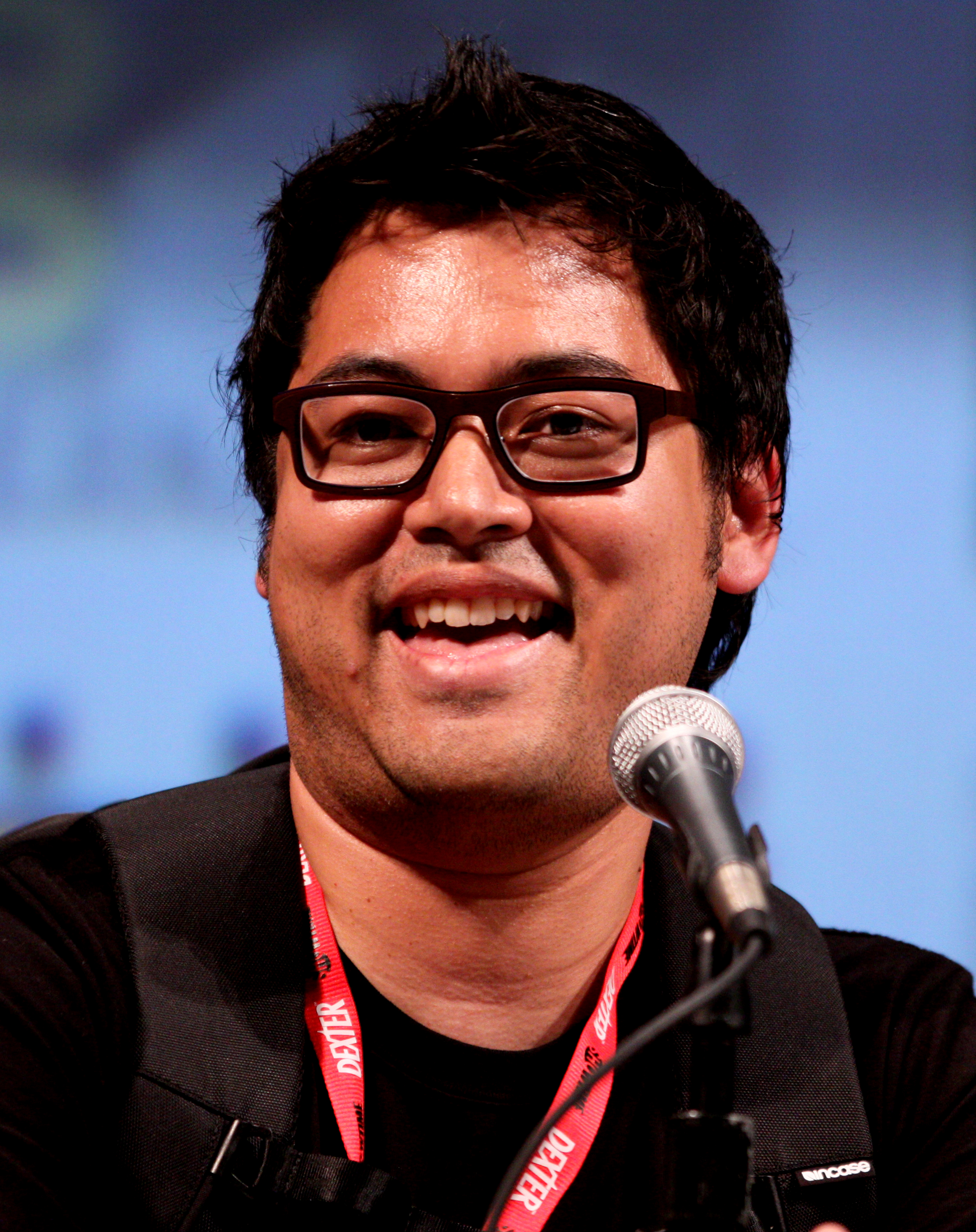
Bryan Lee O’Malley, 2010

Bryan Lee O’Malley (* 21. Februar 1979) ist ein kanadischer Cartoonist.

## Leben
Seine erste veröffentlichte Graphic Novel war Lost At Sea (2003). Seinen größten Erfolg feierte er mit der sechs Bände umfassenden Scott-Pilgrim-Serie (2004 bis 2010), die von dem britischen Regisseur Edgar Wright als Kinospielfilm adaptiert wurde, noch bevor der sechste Band der Serie am 20. Juli 2010 erschien. Alle seine Graphic Novels wurden bis jetzt von Oni Press veröffentlicht. Er ist auch ein Songwriter und Musiker (als Kupek und früher in verschiedenen kurzlebigen Bands im Umfeld von Toronto).
Vorrang vor Veröffentlichung seines eigenen Materials hatte für O’Malley die Illustration der von Jen Van  Meter geschriebenen Oni Press-Miniserie Hopeless Savages: Ground Zero. Er hat ebenfalls viele Oni Press-Comics gezeichnet, inklusive des Großteils von Chynna Clugstons Produktionen zwischen 2002 und 2005.
2005 gewann O’Malley den Doug Wright Award für das Beste aufstrebende Talent und wurde für 3 Harvey Awards nominiert. Er wurde auch für einen 2006er Eisner Award für 'Bester Autor/Künstler - Humor' und für 'Herausragender Kanadischer Comic-Cartoonist (Autor/Künstler)' bei den Joe Shuster Awards 2005 und 2006 nominiert.
O’Malley ist halb Koreaner und halb Frankokanadier. Von 2010 bis 2014 war er mit der Cartoonistin Hope Larson verheiratet.

## Werke

### Graphic Novels
- Hopeless Savages: Ground Zero (ISBN 1-929998-99-6)
- Lost At Sea (2003, ISBN 1-929998-71-6) (dt. bei Modern Tales)
- Queen & Country - Operation: Morningstar (dt. bei Modern Tales)
- Scott Pilgrim's Precious Little Life (2004, ISBN 1-932664-08-4) (dt. bei Panini)
- Scott Pilgrim vs. The World (2005, ISBN 1-932664-12-2)
- Scott Pilgrim & The Infinite Sadness (2006, ISBN 1-932664-22-X)
- Scott Pilgrim Gets It Together (2007, ISBN 1-932664-49-1)
- Scott Pilgrim vs. The Universe (2009, ISBN 1-934964-10-7)
- Scott Pilgrim's Finest Hour (2010, ISBN 978-1-934964-38-5)
- Seconds (2014, ISBN 978-0-345-52937-4)
- Snotgirl (2015, ongoing)

### Kurzgeschichten (Auswahl)
- Lost At Sea, ein zweiseitiger vollfarbiger Comic im Oni Press Color Special 2002
- Monica Beetle in Project: Superior (ISBN 0-9721794-8-8)
- Smiling Is Something Other People Do, in The SPX 2003 Anthology (ISBN 0-9721794-3-7)